# Бистрічка (округ Мартін)
Бистрічка (словац. Bystrička) — село, громада округу Мартін, Жилінський край, регіон Турєц. Кадастрова площа громади — 19,12 км².
Населення 1478 осіб (станом на 31 грудня 2018 року).

## Історія
Бистрічка згадується 1258 року.

## Географія
Протікають річка Бистрічка і Валаський потік.

## Населення
| Рік:            | 1994. | 2004.    | 2014.   | 2024.   |
| --------------- | ----- | -------- | ------- | ------- |
| Кількість осіб: | 1188  | 1379     | 1445    | 1490    |
| Різниця:        |       | +16,07 % | +4,78 % | +3,11 % |

| Рік:            | 2023. | 2024.   |
| --------------- | ----- | ------- |
| Кількість осіб: | 1486  | 1490    |
| Різниця:        |       | +0,26 % |